# Calcinara
Il torrente Calcinara, conosciuto anche con il nome di torrente Cavagrande e raramente appellato fiume, è il maggiore affluente dell'Anapo e deve il suo nome alle acque ricche di calcite.

## Percorso

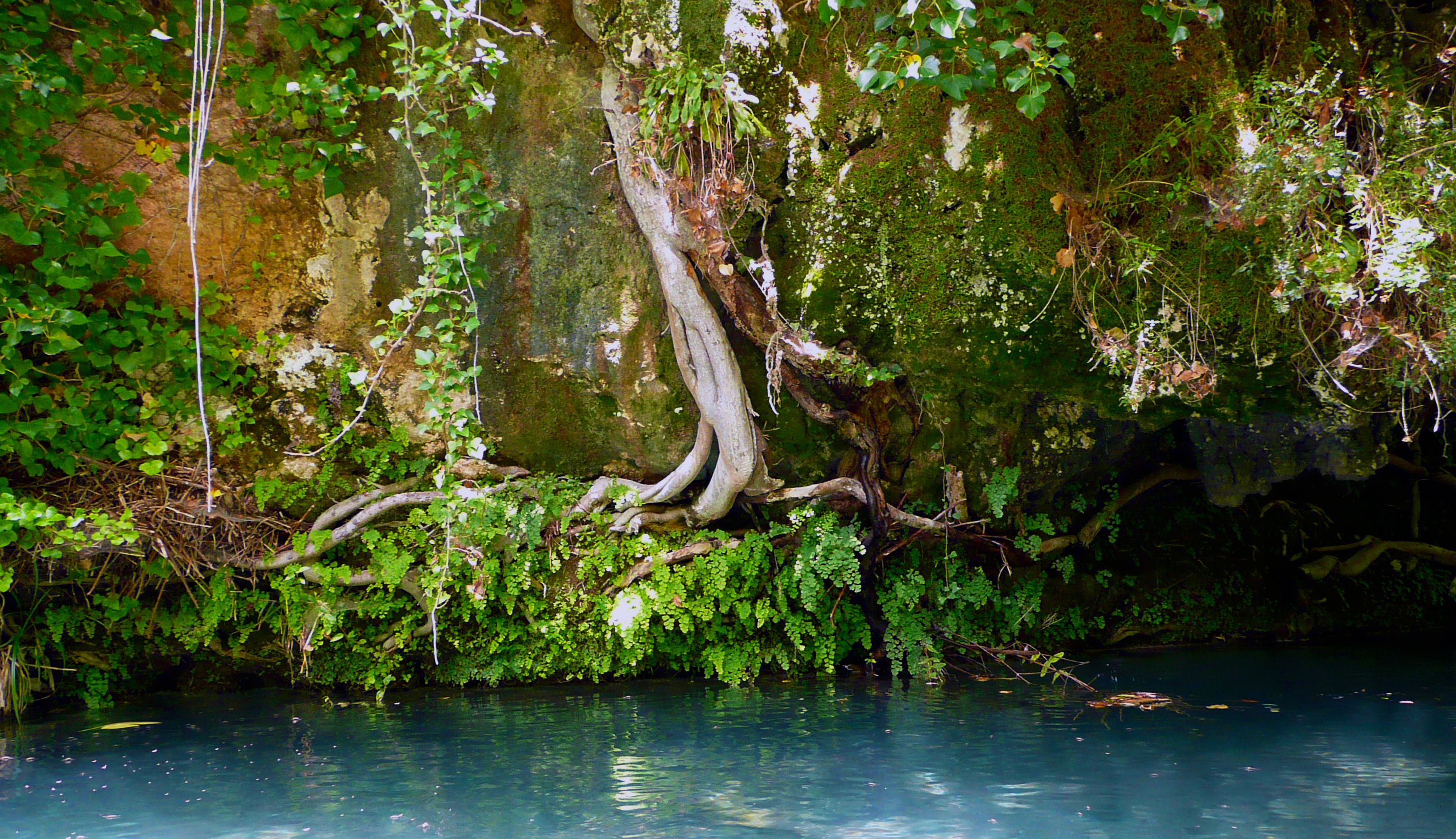
Il letto del Calcinara

Il Calcinara sorge alle basse pendici del sito archeologico di Pantalica, nelle gole dei monti Iblei site a nord del comune di Ferla, nel libero consorzio comunale di Siracusa. Viene alimentato dalle acque sorgive del sottosuolo e alla sua destra vi confluisce il torrente Sperone; andando il Calcinara a confluire, a sua volta, nell'Anapo, ha contribuito in maniera fondamentale alla formazione di una macchia mediterranea davvero notevole che ha il suo punto focale nella profonda cava (elemento naturale caratteristico degli Iblei) da esso scavata e per questo detta «Cava del Calcinara».
Il suo percorso solitario si mantiene uniforme per un lungo tratto per poi deviare bruscamente verso mezzogiorno. Il suo letto termina alle falde del monte detto Pietre calde.
La profondità media del torrente è di 80 cm, presenta però dei punti depressionali che toccano i 2 o 3 metri di profondità. L'altitudine del fiume varia dai 500 ai 400 metri, le pareti rocciose all'interno della valle del Calcinara raggiungono invece un'altezza massima di 300 metri.

## Luoghi d'interesse lungo il Calcinara

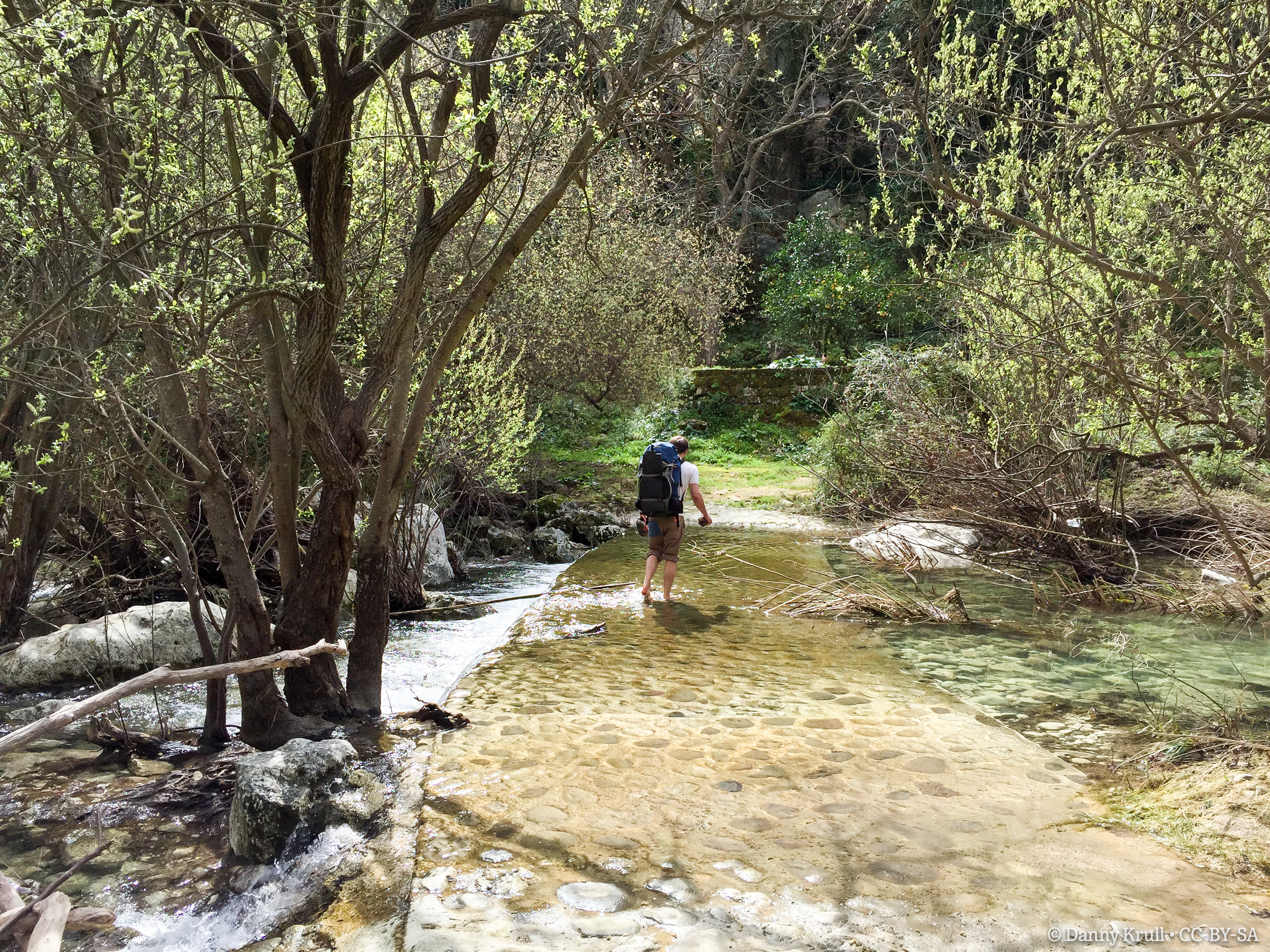
Escursione nella valle dell'Anapo, luogo in cui conflisce il Calcinara

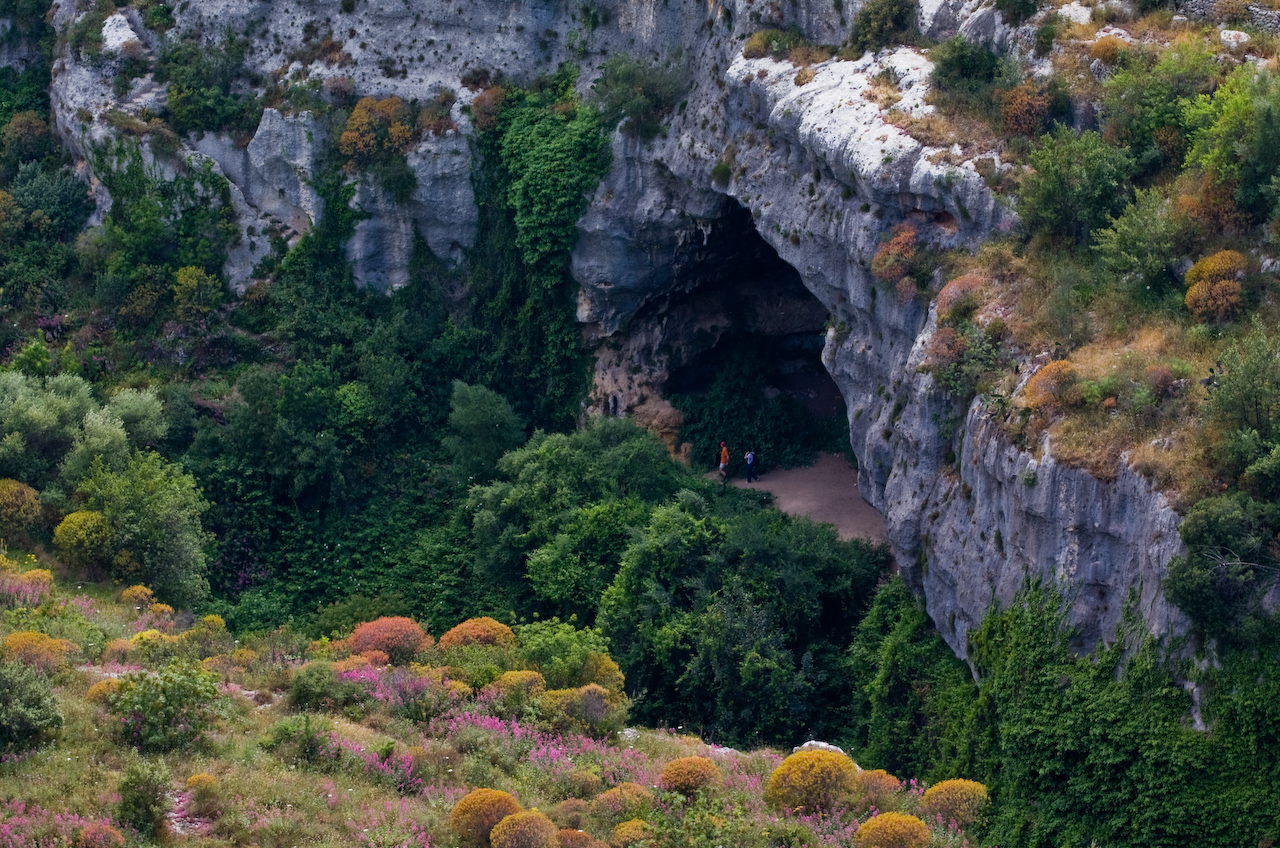
La grotta dei Pipistrelli sopra il Calcinara

Per le sue caratteristiche il torrente Calcinara è meta di trekking acquatico. Lungo il suo percorso si trovano attrattive di carattere geologico, faunistico e archeologico, poiché nelle pareti rocciose ai lati del fiume si aprono caratteristiche grotte di natura carsica, come la grotta dei Pipistrelli, una delle più grandi dell'area di Pantalica che si erge a 10 metri dall'alveo del torrente, inoltre sono presenti antichi insediamenti dei Sicani e dei Siculi, oltre a testimonianze di epoca greca, come l'ingresso dell'acquedotto Galermi, e testimonianze di epoca romana date dalle fortificazioni del rilievo conosciuto come sella di Filiporto (o Porte di Pantalica); uno stretto istmo che separa l'Anapo dal Calcinara prima che questo diventi suo affluente. Qui ha sede l'Anaktoron, ovvero le rovine del «palazzo del principe», così soprannominato perché date le sue ampie sale si è supposto fosse il centro del potere del popolo dei Siculi, la cui necropoli si trova poco distante; il Calcinara infatti guarda il lato nord di Pantalica, ovvero la parte più grande del sito divenuto patrimonio mondiale dell'umanità. Sempre all'interno della valle del Calcinara si trovano inoltre testimonianze risalenti al periodo dell'impero bizantino.
Per preservare il particolare ecosistema scaturito dal luogo è stata istituita la riserva naturale orientata Pantalica, Valle dell'Anapo e Torrente Cava Grande.

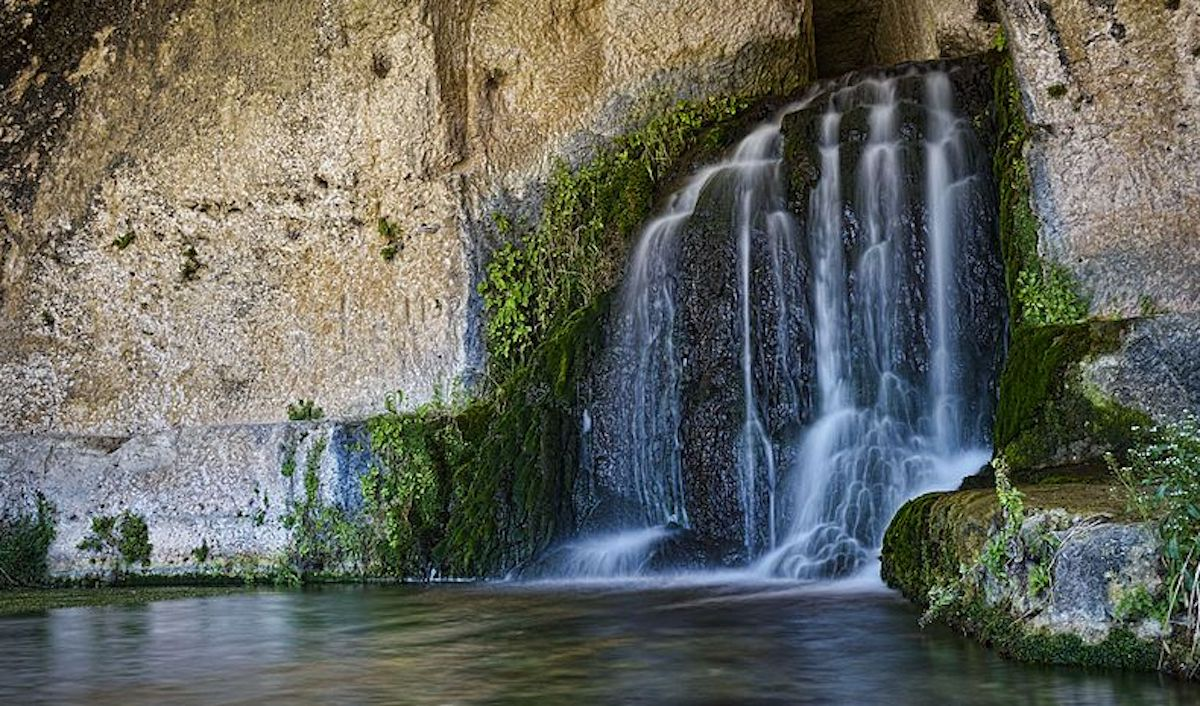
La grotta del Ninfeo, dove sgorgano le acque del Calcinara

### L'acquedotto Galermi
Dal torrente Calcinara viene prelevata l'acqua che alimenta l'acquedotto Galermi: canale opera dell'uomo che dalle pendici di Pantalica fa giungere l'acqua fino alla città di Siracusa, in un percorso lungo 29 km, sgorgando infine all'interno della grotta del Ninfeo. L'area del Calcinara rappresenta uno dei pochi ingressi per questo antichissimo acquedotto progettato quasi 3000 anni fa dal tiranno Gelone e fabbricato dai Cartaginesi, prigionieri della polis a causa di una delle numerose guerre intercorse tra punici e greci; l'acquedotto è tuttora in funzione.